# كسوف الشمس 31 مايو 2068
سيحدث كسوف كلي للشمس في 31 مايو 2068. يحدث كسوف الشمس عندما يمر القمر بين الأرض والشمس ، وبالتالي يحجب صورة الشمس كليًا أو جزئيًا عن مشاهد على الأرض. يحدث الكسوف الكلي للشمس عندما يكون القطر الظاهري للقمر أكبر من قطر الشمس ، مما يحجب كل ضوء الشمس المباشر ، ويحول النهار إلى ظلام. تحدث الكلية في مسار ضيق عبر سطح الأرض ، مع كسوف جزئي للشمس مرئي فوق المنطقة المحيطة بعرض آلاف الكيلومترات.

## الخسوفات ذات الصلة

### كسوف الشمس 2065-2069
هذا الكسوف هو جزء من سلسلة كسوف الشمس 2065-2069. يتكرر الكسوف في كل 177 يومًا تقريبًا و 4 ساعات في العقد المتناوبة من مدار القمر.
| مجموعات سلسلة كسوف الشمس من 2065-2069 | مجموعات سلسلة كسوف الشمس من 2065-2069 | مجموعات سلسلة كسوف الشمس من 2065-2069 | مجموعات سلسلة كسوف الشمس من 2065-2069 | مجموعات سلسلة كسوف الشمس من 2065-2069 |
| ------------------------------------- | ------------------------------------- | ------------------------------------- | ------------------------------------- | ------------------------------------- |
| عقدة تصاعدية                          | عقدة تصاعدية                          |                                       | عقدة تنازلية                          | عقدة تنازلية                          |
| 118                                   | يوليو 3, 2065 جزئي                    | 123                                   | ديسمبر 27, 2065 جزئي                  |                                       |
| 128                                   | يونيو 22, 2066 حلقي                   | 133                                   | ديسمبر 17, 2066 كلي                   |                                       |
| 138                                   | يونيو 11, 2067 حلقي                   | 143                                   | ديسمبر 6, 2067 هجين                   |                                       |
| 148                                   | مايو 31, 2068 كلي                     | 153                                   | نوفمبر 24, 2068 [الإنجليزية] جزئي     |                                       |
| 158                                   | مايو 20, 2069 [الإنجليزية] جزئي       |                                       |                                       |                                       |

### ساروس 148
سارس 148 ، يتكرر كل حوالي 18 سنة و 11 يومًا ، يحتوي على 75 حدثًا.
- بدأت السلسلة بكسوف جزئي للشمس في 21 سبتمبر 1653 ،
- وشهد كسوفًا حلقيًا في 29 أبريل 2014 و 9 مايو 2032 ،
- وخسوفًا هجينًا في 20 مايو 2050.
- وخسوفًا كليًا اعتبارًا من 31 مايو 2068 ، حتى 3 أغسطس 2771.
- تنتهي السلسلة عند العضو 75 ككسوف جزئي في 12 ديسمبر 2987.

سيكون أطول كسوف كلي في 26 أبريل 2609 في 5 دقائق و 23 ثانية.
| تحدث أعضاء السلسلة 15-25 بين عامي 1901 و 2100: | تحدث أعضاء السلسلة 15-25 بين عامي 1901 و 2100: | تحدث أعضاء السلسلة 15-25 بين عامي 1901 و 2100: |
| 15                                             | 16                                             | 17                                             |
| ---------------------------------------------- | ---------------------------------------------- | ---------------------------------------------- |
| فبراير 23, 1906 [الإنجليزية]                   | مارس 5, 1924 [الإنجليزية]                      | مارس 16, 1942 [الإنجليزية]                     |
| 18                                             | 19                                             | 20                                             |
| مارس 27, 1960 [الإنجليزية]                     | أبريل 7, 1978 [الإنجليزية]                     | أبريل 17, 1996 [الإنجليزية]                    |
| 21                                             | 22                                             | 23                                             |
| أبريل 29, 2014                                 | مايو 9, 2032                                   | مايو 20, 2050                                  |
| 24                                             | 25                                             |                                                |
| مايو 31, 2068                                  | يونيو 11, 2086 [الإنجليزية]                    |                                                |

### سلسلة تريتوس
هذا الكسوف هو جزء من دورة تريتوس ، يتكرر عند العقد المتناوبة كل 135 شهرًا متزامنًا (≈ 3986.63 يومًا ، أو 11 عامًا ناقص شهر واحد).[بحاجة لمصدر]
مظهرها وخط طولها غير منتظمين بسبب نقص التزامن مع الشهر غير الطبيعي (فترة الحضيض) ، لكن التجمعات المكونة من 3 دورات تريتوس (33 عامًا ناقص 3 أشهر) تقترب (≈ 434.044 شهرًا غير طبيعي) ، لذا فإن الكسوف متشابه في هذه التجمعات.
| أعضاء السلسلة بين عامي 1901 و 2100           | أعضاء السلسلة بين عامي 1901 و 2100           | أعضاء السلسلة بين عامي 1901 و 2100           | أعضاء السلسلة بين عامي 1901 و 2100 |
| -------------------------------------------- | -------------------------------------------- | -------------------------------------------- | ---------------------------------- |
| </img> </br>9 سبتمبر 1904 </br> (ساروس 133)  | </img> </br> 10 أغسطس 1915 </br> (ساروس 134) | </img> </br> 9 يوليو 1926 </br> (ساروس 135)  |                                    |
| </img> </br> 8 يونيو 1937 </br> (ساروس 136)  | </img> </br> 9 مايو 1948 </br> (ساروس 137)   | </img> </br> 8 أبريل 1959 </br> (ساروس 138)  |                                    |
| </img> </br> 7 مارس 1970 </br> (ساروس 139)   | </img> </br> 4 فبراير 1981 </br> (ساروس 140) | </img> </br> 4 يناير 1992 </br> (ساروس 141)  |                                    |
| </img> </br> 4 ديسمبر 2002 </br> (ساروس 142) | </img> </br> 3 نوفمبر 2013 </br> (ساروس 143) | </img> </br> 2 أكتوبر 2024 </br> (ساروس 144) |                                    |
| </img> </br> 2 سبتمبر 2035 </br> (ساروس 145) | </img> </br> 2 أغسطس 2046 </br> (ساروس 146)  | </img> </br> 1 يوليو 2057 </br> (ساروس 147)  |                                    |
| </img> </br> 31 مايو 2068 </br> (ساروس 148)  | </img> </br> 1 مايو 2079 </br> (ساروس 149)   | </img> </br> 31 مارس 2090 </br> (ساروس 150)  |                                    |

### سلسلة ميتونيك
تتكرر السلسلة ميتونيك كل 19 عامًا (6939.69 يومًا) ، وتستمر حوالي 5 دورات. يحدث الكسوف في نفس تاريخ التقويم تقريبًا. بالإضافة إلى ذلك ، تتكرر سلسلة أكتون الفرعية 1/5 من ذلك أو كل 3.8 سنوات (1387.94 يومًا). تحدث جميع الكسوفات في هذا الجدول عند العقدة الصاعدة للقمر.
| 21 من أحداث الكسوف بين 1 يونيو 2011 و 1 يونيو 2087 | 21 من أحداث الكسوف بين 1 يونيو 2011 و 1 يونيو 2087 | 21 من أحداث الكسوف بين 1 يونيو 2011 و 1 يونيو 2087 | 21 من أحداث الكسوف بين 1 يونيو 2011 و 1 يونيو 2087 | 21 من أحداث الكسوف بين 1 يونيو 2011 و 1 يونيو 2087 |
| مايو 31 – يونيو 1                                  | مارس 19–20                                         | يناير 5–6                                          | أكتوبر 24–25                                       | أغسطس 12–13                                        |
| 118                                                | 120                                                | 122                                                | 124                                                | 126                                                |
| -------------------------------------------------- | -------------------------------------------------- | -------------------------------------------------- | -------------------------------------------------- | -------------------------------------------------- |
| يونيو 1, 2011                                      | مارس 20, 2015                                      | يناير 6, 2019 [الإنجليزية]                         | أكتوبر 25, 2022                                    | أغسطس 12, 2026                                     |
| 128                                                | 130                                                | 132                                                | 134                                                | 136                                                |
| يونيو 1, 2030                                      | مارس 20, 2034                                      | يناير 5, 2038                                      | أكتوبر 25, 2041                                    | أغسطس 12, 2045                                     |
| 138                                                | 140                                                | 142                                                | 144                                                | 146                                                |
| مايو 31, 2049                                      | مارس 20, 2053                                      | يناير 5, 2057                                      | أكتوبر 24, 2060                                    | أغسطس 12, 2064                                     |
| 148                                                | 150                                                | 152                                                | 154                                                | 156                                                |
| مايو 31, 2068                                      | مارس 19, 2072 [الإنجليزية]                         | يناير 6, 2076 [الإنجليزية]                         | أكتوبر 24, 2079 [الإنجليزية]                       | أغسطس 13, 2083 [الإنجليزية]                        |
| 158                                                | 160                                                | 162                                                | 164                                                | 166                                                |
| يونيو 1, 2087 [الإنجليزية]                         |                                                    |                                                    | أكتوبر 24, 2098 [الإنجليزية]                       |                                                    |

## روابط خارجية
- www.solar-eclipse.de - متوسط التغطية السحابية والمدن على طول مسار الكسوف
- رسومات ناسا